# Elezioni parlamentari in Marocco del 1977
Le elezioni parlamentari in Marocco del 1977 si sono tenute il 3 giugno. Esse hanno visto la vittoria dell'Istiqlal, che ha sconfitto il Movimento Popolare.

## Risultati
| Liste                                           | Elezioni dirette | Elezioni dirette | Elezioni dirette | Elezioni indirette | Elezioni indirette | Elezioni indirette | Seggi totali |
| Liste                                           | Voti             | %                | Seggi            | Voti               | %                  | Seggi              | Seggi totali |
| ----------------------------------------------- | ---------------- | ---------------- | ---------------- | ------------------ | ------------------ | ------------------ | ------------ |
| Istiqlal                                        | 1.090.960        | 21,7             | 46               |                    |                    | 5                  | 51           |
| Movimento Popolare                              | 738.541          | 14,7             | 15               |                    |                    | 0                  | 15           |
| Movimento Popolare Democratico e Costituzionale | 625.786          | 12,4             | 29               |                    |                    | 15                 | 44           |
| Unione Socialista delle Forze Popolari          | 116.470          | 2,3              | 1                |                    |                    | 0                  | 1            |
| Partito dell'Azione                             | 102.358          | 2,0              | 2                |                    |                    | 1                  | 3            |
| Partito del Progresso e del Socialismo          | 90.840           | 1,8              | 2                |                    |                    | 0                  | 2            |
| Unione Marocchina del Lavoro                    | 26.116           | 0,1              | 0                |                    |                    | 7                  | 7            |
| Indipendenti                                    | 2.254.297        | 44,9             | 81               |                    |                    | 60                 | 141          |
| Schede bianche/nulle                            | 324.063          | −                | −                |                    | −                  | −                  | −            |
| Totale                                          | 5.369.431        |                  | 176              |                    |                    | 88                 | 264          |
| Elettori registrati / affluenza                 | 6.519.301        | 82,3             | −                |                    |                    | −                  | −            |